# Masthope
Masthope es un lugar designado por el censo ubicado en el condado de Pike en el estado estadounidense de Pensilvania. En el año 2010 tenía una población de 685 habitantes.

## Geografía
Masthope se encuentra ubicado en las coordenadas 41°30′59″N 75°1′31″O / 41.51639, -75.02528.. Según la Oficina del Censo de los Estados Unidos, Masthope tiene una superficie total de 5,45 mi² (14,1 km²), de la cual 5,23 mi² (13,5 km²) corresponden a tierra firme y 0,22 mi² (0,6 km²) es agua.